# 永丰镇 (天长市)
永丰镇，是中国安徽省天长市下辖的一个行政建制镇，镇政府位于市区北郊2公里处。辖8个村民委员会、1个居委会，共计1个林场和111个村民小组，总人口2.6人，镇域面积83平方公里。
2007年前曾设置永丰街道，后并入桥湾街道成为新的永丰镇。